# Pampowsee
Der Pampowsee ist ein See bei Pampow im Landkreis Vorpommern-Greifswald in Mecklenburg-Vorpommern.
Das etwa ein Hektar große Gewässer befindet sich im Gemeindegebiet von Blankensee, 1,5 Kilometer östlich vom Ortszentrum in Pampow entfernt. Der See hat keine natürlichen Zu- oder Abflüsse. Die maximale Ausdehnung des Pampowsees beträgt etwa 190 mal 70 Meter.